# كيمبرلي (أستراليا الغربية)
كيمبرلي (بالإنجليزية: Kimberley) هي منطقة من مناطق أستراليا الغربية التسعة، وتقع في أقصى اليمين. يحدها من الغرب المحيط الهندي، ومن الشمال بحر تيمور، ومن الجنوب صحراء الرمل الكبرى وصحراء تنامي في منطقة بيلبرا، ومن الشرق الإقليم الشمالي.
سُمِّيت المنطقة باسم جون ودهاوس، إيرل كيمبرلي الأول الذي شغل منصب وزير الدولة للمستعمرات من 1870 إلى 1874 ثم من 1880 إلى 1882.

## وصلات خارجية
- Kimberley Development Commission نسخة محفوظة 22 أبريل 2016 على موقع واي باك مشين.
- Kununurra Historical Society Inc. Archive, Library, Museum & Research for links to history images of the Kimberley